# Constitution fédérale des États Unis mexicains (1857)
Lire en ligne

Consulter

La Constitution Politique de la République Mexicaine de 1857 est la constitution rédigée par le Congrès Constituant de 1857, sous la présidence d'Ignacio Comonfort, elle a été proclamée le 5 février 1857. D'idéologie libérale, elle établit les garanties individuelles des citoyens mexicains, la liberté d'expression, la liberté d'assemblée, la liberté de porter des armes. Elle réaffirme l'abolition de l'esclavage, élimine les peines de prison pour dettes civiles, les punitions par châtiments corporels, y compris la peine de mort, supprime les taxes "alcabalas" et les douanes internes.
Certains articles s'opposaient aux intérêts de l'Église catholique, comme ceux sur la laïcité de l'éducation, la suppression des privilèges institutionnels, et l'aliénation de biens immobiliers par l'Église. Le Parti Conservateur s'est opposé à la promulgation de la nouvelle constitution par le Parti Libéral. En conséquence, la guerre de réforme a commencé, la lutte entre libéraux et conservateurs s'est prolongés par la deuxième intervention française et par l'établissement du Second Empire mexicain. Dix ans plus tard, quand la République est restaurée, la Constitution est entrée en vigueur sur tout le territoire national.

## Antécédents
Après le renversement de la dictature d'Antonio López de Santa Ana en 1856, Ignacio Comonfort a occupé la présidence pendant une courte période. En accord avec les dispositions établies par le Plan de Ayutla, il a convoqué un Congrès Constituant le 16 octobre de la même année.
Le Congrès était divisé en deux factions principales. D'une part, les libéraux modérés qui étaient majoritaires, leur objectif était de rétablir la Constitution de 1824 avec quelques modifications, parmi eux, Mariano Arizcorreta, Marcelino Castañeda, Joaquín Cardoso et Pedro Escudero y Echánove. D'autre part, les libéraux purs qui voulaient procéder à une nouvelle rédaction de la Constitution, dont Ponciano Arriaga, Guillermo Prieto, Francisco Zarco, José María Mata et Santos Degollado. Les débats ont été vifs, et se sont prolongés toute une année.
Le président Comonfort, par l'intermédiaire de ses ministres, est intervenu en faveur de la faction modérée, avec laquelle il sympathisait et dont il partageait l'idéologie. Malgré l'opposition du Pouvoir Exécutif et leur position minoritaire, les "purs" ont réussi à imposer leurs propositions. Les réformes les plus controversées étaient celles qui concernaient la relation vis-à-vis de l'Église : l'interdiction de l'acquisition de propriétés par les corporations ecclésiastiques, l'exclusion des ecclésiastiques de la fonction publique, l'abolition des privilèges ecclésiastiques, mais aussi les privilèges militaires (Loi Juárez), l'enseignement laïque, et la liberté de cultes.
Ces décisions fondamentales  lui étaient contraires aux intérêts de l'Église catholique. Alors que les séances du Congrès se poursuivaient, une insurrection en faveur du clergé, soutenue par les conservateurs, opposés aux libéraux, s'est déroulée à Zacapoaxtla et Puebla. Les troupes fédérales envoyées par le président Comonfort ont soumis les rebelles.

## Contenu
La Constitution de 1857 est composée de 8 titres et 128 articles, proche de la constitution de 1824 en esprit, elle réintroduit le fédéralisme et la république représentative. Elle définie la République fédérale comme composée de vingt-cinq États, d'un "territoire" (la Basse-Californie) et d'un district fédéral (Mexico). Elle soutient l'autonomie des municipalités, qui forment les subdivisions de base dela république.
Entre autres choses, elle inclut un chapitre consacré aux garanties individuelles, et une procédure judiciaire pour protéger ces droits, l'amparo. Elle soutient l'autonomie des municipalités, qui forment les subdivision des États d'un point de vue politique. Et l'autonomie des États pour élire leur gouvernants et établir leur propre ensemble de lois.

## Fédération
Au moment de la promulgation de la constitution, le Mexique était formé de 23 États et d'un territoire fédéral. Ont été ratifié la fusion du Nuevo León avec Coahuila, adoptant le nom d'État de Nuevo León et Coahuila, la création d'un nouveau État, le Guerrero, et l'admission comme États libres de la fédération de trois des quatre territoires libres.
La Basse Californie, demeurait l'unique territoire fédéral. Le District fédéral pourrait être appelé État de la Vallée de México, mais seulement si les pouvoirs de la Fédération se déplaçaient ailleurs. Le 26 février 1864, le Nuevo León a été séparé de Coahuila comme deux États Libres et Souverains distincts.

## Réactions
En décembre 1856, le pape Pie IX s'est prononcé contre la nouvelle rédaction, en censurant la Loi Juárez et sa prédécessrice, la Ley Lerdo (es) (Loi Lerdo) : « Tous les privilèges de la juridiction ecclésiastique sont supprimés ; il est établi que nul ne peut bénéficier d'émoluments qui constituent une charge grave pour la société ; il est interdit à chacun d'être lié par une obligation qui implique soit un contrat, soit une promesse, soit des vœux religieux ; le libre exercice de tout culte est admis et chacun a la pleine faculté de manifester publiquement et ouvertement toutes sortes d'opinions et de pensées ». En mars de 1857 l'archevêque Lázaro de la Garza y Ballesteros, a déclaré que les catholiques ne pouvaient pas prêter serment à la Constitution. La loi Lerdo ne reconnaissait pas non plus les propriétés collectives des villages, ce qui fut à l'origine de combat d'Emiliano Zapata et de son ralliement à la révolution en 1911, il demandait la restitution de ces terres, celles-ci ayant été vendues à des spéculateurs ou à de grandes entreprises agricoles, La loi Lerdo fut abrogée en 1915.
Le ministre de la Justice, Ezequiel Montes, a rencontré le Cardinal secrétaire d'État du Saint Siège. Finalement, le Pape a accepté la Loi Juárez et les aliénations de la Loi Lerdo, mais a exigé la capacité d'acquérir des droits politiques. Les négociations ont été interrompues par la démission du président Comonfort.
À Mexico, le Congrès présidé par Valentín Gómez Farías et le chef de l'Exécutif, Comonfort, prêtent serment à la Constitution le 5 février 1857, elle est promulguée le 11 mars. Bien que Comonfort remportent l'élection présidentielle en juillet 1857, et que son mandat devait donc être prolongé pour une nouvelle période en décembre, il estime que sa popularité était trop sérieusement affectée par les réformes constitutionnelles en matière religieuse. En décembre, il exprime donc son intention de revenir sur une partie des réformes imposées par le pouvoir Législatif.
L'idée d'un putsch est alors conçue le général conservateur Félix María Zuloaga, qui diffuse une méconnaissance de la Constitution à travers de nombreux écrits. Le 17 décembre 1857, le Plan de Tacubaya est proclamé, son objectif est l'abrogation de la Constitution et la convocation d'un nouveau Congrès Constituant. Plusieurs ministres du cabinet présidentiel démissionnent, le président de la Cour suprême de justice, Benito Juárez, et le président du Congrès, Isidoro Olvera, sont faits prisonniers.
Le 19 décembre, le président Comonfort adhère au plan. Les états de Mexico, Puebla, San Luis Potosí, Tlaxcala et Veracruz rejoignent le Plan de Tacubaya. L'État de Veracruz a finalement changé de bord, après une révolution, et est passé du côté des libéraux, ce qui affaiblit Comonfort. Par ailleurs, Zuloaga se méfiait de Comonfort, il pensait que celui-ci retournait aux côtés des libéraux. Comonfort a alors dû faire appel aux purs du camp libéral, et il a rendu la liberté à Juárez le 11 janvier 1858. Pendant dix jours, le palais du gouvernement est assiégé. Comonfort s'est décidé à démissionner, il s'est rendu à Veracruz, et le 7 février a embarqué vers les États-Unis. Benito Juárez a assumé la présidence.

## Conséquences
Benito Juárez a été obligé de déplacer le gouvernement libéral, légal, à Guanajuato. Félix Zuloaga a établi un gouvernement conservateur, insurrectionnel, dans la capitale, avec la promulgation des Cinq Lois il a abrogé les réformes libérales. La Guerre de Réforme est née de cette situation. Les États de Jalisco, Guanajuato, Querétaro, Michoacán, Nuevo León, Coahuila, Tamaulipas, Colima et Veracruz ont soutenu le gouvernement de Benito Juárez et la Constitution de 1857. Les États de Mexico, Puebla, San Luis Potosí, Chihuahua, Durango, Tabasco, Tlaxcala, Chiapas, Sonora, Sinaloa, Oaxaca et Yucatán ont soutenu le gouvernement conservateur de Zuloaga.
Après la victoire du Parti libéral dans la Guerre de Réforme (1858-1860), Juárez a ajouté à la Constitution de 1857 les Lois de Réforme qui avaient été adoptées à Veracruz. Du fait de la guerre, la Constitution est restée sans effet dans une grande partie du pays jusqu'en janvier 1861, lorsque les libéraux sont rentrés dans la capitale. En 1862, par suite de l'Intervention Française au Mexique et de la création du Second Empire mexicain, la Constitution a de nouveau été suspendue. En 1867, les libéraux remportent la victoire et remettent en place la République, la Constitution entre de nouveau en vigueur dans le pays.
Le 5 février 1903, en protestation contre le régime autoritaire de Porfirio Díaz, un groupe de libéraux a placé au balcon des bureaux du journal El Hijo del Ahuizote un grand drap noir en signe de deuil avec le slogan "La Constitution est morte" (La Constitución ha muerto), en référence à la Constitution de 1857. Cet événement est considéré comme un précurseur de la révolution de 1910, qui a renversé Díaz et a vu la promulgation de la Constitution Politique des États-Unis Mexicains en 1917, sous le gouvernement de Venustiano Carranza.